# Sally Özcan
Saliha „Sally“ Özcan, geb. Asik (* 24. August 1988 in Bruchsal) ist eine deutsch-türkische Webvideoproduzentin und Autorin. Unter dem Namen Sallys Welt (früher: Sallys Tortenwelt) betreibt sie den erfolgreichsten YouTube-Kanal Deutschlands zum Thema Kochen und Backen.

## Herkunft und Ausbildung
Sally Özcan wuchs als eines von fünf Kindern türkischer Einwanderer in Waghäusel auf. Kurz vor ihrem Abitur 2008 lernte sie Murat Özcan kennen – einen gebürtigen Schwaben mit türkischen Wurzeln. Ein halbes Jahr später im Alter von 19 Jahren heiratete sie ihn. Sie absolvierte ein Lehramtsstudium für die Fächer Hauswirtschaft, Deutsch, Englisch und islamische Theologie. Das Paar hat zwei Töchter (* 2010, * 2015) und lebt in Waghäusel. Bis zur Geburt ihres zweiten Kindes arbeitete sie als Grundschullehrerin. Sowohl ihr Mann als auch ihre Töchter traten bisweilen in ihren YouTube-Videos in Erscheinung. Im November 2023 gab Özcan ein Auseinanderleben und die Trennung bekannt.

## Werk
Während ihres Studiums startete Özcan im April 2012 ihren YouTube-Kanal Sallys Tortenwelt, auf dem sie anfangs vor allem Koch- und Backanleitungen präsentierte; schon bald wurde sie YouTube-Partnerin. 2013 nahm Özcan an der ZDF-Kochshow Topfgeldjäger teil, wodurch sich die Bekanntheit ihres Kanals deutlich erhöhte. Um den YouTube-Auftritt entwickelte sich ein Blog sowie seit 2014 ein Kleinunternehmen mit mittlerweile 150 Mitarbeitern und eigenem Webshop, in dem sie unter anderem ihre eigene Produktlinie vertreibt. Das Konzept des YouTube-Kanals wurde verändert, neben Rezepten veröffentlichte Özcan auch Haushaltstipps, teilte ihre Erfahrungen zum Thema Kindererziehung und berichtete über ihre Erfahrungen beim Bau ihres Eigenheims.
Im Oktober 2016 ging Özcan eine Kooperation mit der Supermarktkette Globus ein; diese umfasst einen eigenen YouTube-Kanal, Rezepttipps auf der Unternehmenswebsite sowie Rezeptkarten in eigenen Ständern in den Märkten. 2017 lief auf VOX die Sendung Sally backt, in der sie mit Kindern und Jugendlichen sogenannte „Motivtorten“ backt. Zudem schloss sie einen Kooperationsvertrag mit Interspar in Österreich ab. 2018 war sie Mitglied der Expertenjury des Goldene Kamera Digital Awards. Im September 2018 begann auf VOX die Ausstrahlung einer weiteren, auf zwölf Folgen angesetzten Sendung namens Einfach Sally.
Im Jahr 2020, während der COVID-19-Pandemie in Deutschland, eröffnete Özcan in Mannheim den Sallys Flagshipstore. 2021 ging sie eine Kooperation mit der Supermarktkette Lidl ein, mit der sie wöchentlich neue Rezeptvideos veröffentlicht.

## Auszeichnungen und Preise
- 2016 Mein Vorbild-Award
- 2016 Landespreis Baden-Württemberg für junge Unternehmen[19]
- 2017 Webvideopreis Deutschland in der Kategorie „Food“[20]
- 2017 Botschafter Engel des Bundesverbandes Kinderhospiz e.V.[21]
- 2017 Axel Springer Place to B Award in der Kategorie Food[22]
- 2018 Tiger Award als Influencer des Jahres[23]
- 2019 Goldene Kamera in der Kategorie Best of Coaching & Education[24]
- 2022 Made in Baden Award in der Kategorie Social Media[25]
- 2023 Wirtschaftsmedaille des Landes Baden-Württemberg[26]

## Sonstiges
Özcan engagiert sich auch sozial. 2014 mahnte sie in einem Video die fehlende Akzeptanz von Flüchtlingen in Deutschland an; 2016 unterstützte sie die Spendenkampagne eines an Leukämie erkrankten Mädchens. Zudem ist sie „Lesebotschafterin“ der Stiftung Lesen und engagiert sich für den Bundesverband Kinderhospiz e.V., den sie unter anderem mit dem Erlös ihres Buches Sally & Friends unterstützt. Im Laufe des Jahres 2018 gründete sie ihre eigene Stiftung, um benachteiligte Kinder und Familien in den Bereichen Förderung der Ernährung und Gesundheit, Jugendhilfe, Erziehung und Berufsbildung zu unterstützen.
Im 2017 erschienenen US-amerikanischen Animationsfilm The Boss Baby synchronisierte Özcan die Rolle einer Stewardess. In der Fortsetzung Boss Baby – Schluss mit Kindergarten synchronisierte sie die Rolle der Carol Templeton.
Özcan war 2023 Kandidatin der 16. Staffel von Let’s Dance und belegte den 10. Platz.

## Veröffentlichungen
- Sallys Rezepte für Kinder. Härter Kinderbuchverlag, Reutlingen 2015, ISBN 978-3-942906-25-8.
- Sallys Classics. Klassische und moderne Kuchen und Torten. Härter Kinderbuchverlag, Reutlingen 2016, ISBN 978-3-942906-27-2.
- Sally & Friends. Einfache Rezepte für jeden Tag. PACs, Staufen im Breisgau 2017, ISBN 978-3-9813478-9-0.
- Sallys Türkische Küche. Mediterrane und orientalische Rezepte für jeden Tag. Härter Kinderbuchverlag, Reutlingen 2017, ISBN 978-3-942906-29-6.
- Marius Stark, Sally Özcan: Sallys Food Fotografie. Geniale Tipps & Tricks für Anfänger und Fortgeschrittene. Härter Kinderbuchverlag, Reutlingen 2018, ISBN 978-3-942906-31-9.
- Sallys Backen für jeden Anlass. Härter Kinderbuchverlag, Reutlingen 2020, ISBN 978-3-942906-41-8.
- Sallys Kochen für jeden Anlass. Härter Kinderbuchverlag, Reutlingen 2021, ISBN 978-3-00-069860-6.
- Lieblingsrezepte. Ganz easy backen. GU, München 2024, ISBN 978-3-8338-9702-3.